# Храм Спаса Нерукотворного Образа (Хотилицы)
Церковь Спаса Нерукотворного Образа — уничтоженный в советское время православный храм, располагавшийся в селе Хотилицы Андреапольского района Тверской области.

## Расположение
Храм являлся часть усадебного комплекса, находился в поместье Кутузовых-Голенищевых, некоторые здания которого сохранились до наших дней в виде руин.

## История
Каменный трёхпрестольный храм в Хотилицкой усадьбе был построен в 1760 году. К церкви был приписан Введенский храм на погосте Лобно.
В 1876 году храм имел 1357 прихожан (597 мужчин и 760 женщин), в 1879 году — 1430 прихожан (629 мужчин и 801 женщина). В 1876 году причт храма состоял из настоятеля и псаломщика.
В советское время храм был уничтожен.
Из его убранства в Андреапольском краеведческом музее хранится деревянное резное распятие третьей четверти XVIII века, уникальный памятник торопецкой резьбы.

## Духовенство
В разные годы в храме служили:
- Священник Илия Алексеевич
- Священник Николай Михайлович Уберский
- Священник Петр Носов